# Skull & Bones (альбом)
Skull & Bones (рус. Череп и кости) — пятый студийный альбом американской хип-хоп-группы Cypress Hill, выпущенный 25 апреля 2000 года на Columbia Records. Жанр и стиль альбома разделены на два диска — чистый хип-хоп диск («Skull») и ню-метал/рэп-метал диск («Bones»). В записи альбома также приняли участие приглашённые музыканты Эверласт, Эминем, N.O.R.E., Кристиан Олде Волберс и Дино Касарес из Fear Factory, Брэд Уилк из Rage Against the Machine и Чино Морено из Deftones.